# 蟷螂襲
蟷螂 襲（とうろう しゅう、1958年10月21日 - 2023年10月24日）は、日本の俳優、劇作家。PM/飛ぶ教室主宰。ライターズカンパニー田畑冨久子事務所所属。

## 人物・来歴
兵庫県尼崎市出身。立命館大学文学部哲学科卒業。
1979年、劇団犯罪友の会にて初舞台を踏む。劇団満開座を経て、1989年より中島らも主催の笑殺軍団リリパットアーミーに所属。
1994年にはPM/飛ぶ教室を旗揚げ。
2023年10月24日に脳梗塞のため死去。65歳没。

## 出演

### 舞台
- 千年の居留守（1994）
- 嵐のとなりの寝椅子（1995）
- 滝の茶屋のおじちゃん（1997）
- 舟唄。霧の中を行くための（2000）
- 前髪に虹がかかった（2002）

### 映画
- 勝手にしやがれ!!（黒沢清監督）
- ヌードの夜（石井隆監督）
- どついたるねん（阪本順治監督）
- 王手（阪本順治監督）
- 陽炎2（橋本以蔵監督）
- 花よりもなほ（是枝裕和監督）
- 蟲師（大友克洋監督）
- 難波金融伝ミナミの帝王シリーズ

### テレビドラマ

#### NHK
- ズッコケ3人組（2002年） - 藤吉剛 役
- 金曜時代劇 出雲の阿国（2006年） - 三右衛門 役
- 連続テレビ小説
  - だんだん（2008年） - 牛島幸平 役
  - てっぱん（2010年） - 中松 役
  - カーネーション（2012年） - 香川俊夫 役
  - 純と愛（2012年） - 西小路四朗 役
  - ごちそうさん（2013年） - 定吉 役
  - マッサン（2015年） - 樺太の男 役
  - べっぴんさん（2016年） - 武藤 役
  - まんぷく（2018年） - 服役囚 役
  - おちょやん（2020年） - 小次郎 役
  - 舞いあがれ!（2022年） - 曽根武雄 役
- 土曜時代劇 / 陽炎の辻〜居眠り磐音 江戸双紙〜（2009年） - 庚申の仲蔵 役
- ドラマ10
  - フェイク 京都美術事件絵巻（2011年） - 黒岩隆一 役
  - タイトロープの女（2012年） - 井上法久 役
- 土曜ドラマ / ボーダーライン（2014年） - 山田 役
- 木曜時代劇 / ちかえもん（2016年） - 鉄 役
- 大江戸もののけ物語（2020年） - 玄悦 役
- 閻魔堂沙羅の推理奇譚 第6回（2020年） - 須崎昭夫 役
- わげもん〜長崎通訳異聞〜（2022年） ‐ 忠弥 役
- 探偵ロマンス（2023年） ‐ 紋三 役

#### TBS
- 水戸黄門
  - 第33部 第20話「地獄酒場は金山の入口 -佐渡-」（2004年） - 時村時蔵 役
  - 第34部 第11話「津軽馬鹿塗り 頑固比べ -弘前-」（2005年） - 崎山平内 役
- 赤かぶ検事奮戦記 京都転勤篇（2010年） - 笹岡邦臣 役
- 月曜ゴールデン / 遺品整理人 谷崎藍子1（2010年） - 檜山浩史 役

#### フジテレビ
- 御家人斬九郎（1999年） - 多吉 役
- 東野圭吾ミステリーズ（2012年） - 丸山刑事課長 役
- 鬼平犯科帳スペシャル 見張りの糸（2012年） - 権六 役

#### テレビ朝日系列
- 部長刑事（1992年） - 三原文治 役
- 暴れん坊将軍
  - X 第23話「吉宗を愛した女お庭番！断崖に消えた恋」（2000年） - 銀八 役
  - XII 第1話「美しき狙撃者!和歌山城燃ゆ!!」（2002年） - 左源太 役
- 八丁堀の七人
  - 第2シリーズ第7話「与力を刺した女！仕組まれた凶悪な罠」（2001年） - 弥吉 役
  - 第6シリーズ第3話「恐怖が忍び込む！亭主を密告した女」（2005年） - 紋次 役
- 京都迷宮案内 第3シリーズ（2001年） - 南圭介 役
- 科捜研の女 第7シリーズ（2006年） - 赤井逸郎 役
- 桜2号（2006年） - 山崎権造 役
- その男、副署長
  - 第1シリーズ（2007年） - 辻本義之 役
  - 第3シリーズ（2009年） - 筑紫圭吾 役
- おみやさん
  - 第3シリーズ（2004年） - 下田和彦 役
  - 第6シリーズ（2008年） - 黒田浩介 役
  - 第7シリーズ（2009年） - 高尾徳治 役
  - 第8シリーズ（2011年） - 千葉彰正 役
  - 第9シリーズ（2012年） - 前原隆史 役
- 幻影〜ゲンヱイ〜（2008年） - 川上信之助 役
- 松本清張ドラマスペシャル 砂の器（2011年） - 名曲喫茶「エデン」マスター 役
- 捜査地図の女（2012年） - 宗方京一 役
- 松本清張没後20年・ドラマスペシャル 十万分の一の偶然（2012年） - 米津安吉 役
- 必殺仕事人2014（2014年） - 長兵衛 役
- 土曜ワイド劇場
  - 京都の芸者弁護士事件簿（1999 - 2001年） - 木島刑事 役
  - ミステリー作家六波羅一輝の推理2「京都陰陽師の殺人 洋館に響く悲鳴!呪いで人は殺せるか!? 推理オタクが挑む!華麗な一族千年の秘密!!」（2012年） - 林刑事 役
- 日曜プライム
  - おかしな刑事22・24（2020年） - 深沢明 役

#### テレビ東京
- 主水之助七番勝負〜徳川風雲録外伝〜（2008年） - 松造 役
- やじ×きた 元祖・東海道中膝栗毛（2019年） - 伊能忠敬
- 水曜ミステリー9「法廷荒らし 弁護士 猪狩文助」（2007年） - 事務官・大槻周司 役

### ラジオドラマ

#### NHK-FM
- FMシアター
  - 家族同盟（1999年12月25日）
  - ばちこどんぐりの世界（2001年1月6日）
  - 時のおくりもの（2001年11月10日）
  - 記憶の花（2004年2月28日）
  - 豆腐と花束（2007年11月10日）
  - どうぶつのうた（2014年9月27日）
  - 夏の午後・湾は光り、（2015年3月21日）[5]
  - 幻タクシー（2019年1月19日）
  - 家鳴り（2020年3月21日）
  - ノストラダムスと冷静な航海士たち（2020年4月25日）[6]
- 青春アドベンチャー
  - 二の悲劇（2000年5月29日 - 6月9日）
  - 永遠の森・博物館惑星（2001年10月1日 - 12日）
  - アクア・ライフ　第3話「密売屋」、第7話「フィッシュハート、ウォーターハート」（2005年11月16日・22日）[7]
  - ふたつの剣（2009年3月16日 - 27日）[8]
  - DINER（2013年2月25日 - 3月8日）[9]

#### MBS
- 軌道春秋（2000年11月19日）[10]
- 罪と罰と人情と（2010年11月21日）[11]
- 浜村淳青春物語（2019年4月13日・20日）[12]

## 受賞
- 第5回OMS戯曲賞（1998年）『滝の茶屋のおじちゃん』